# David Stirling
 (octobre 2014).
Pour les articles homonymes, voir Stirling.
Archibald David Stirling, né le 15 novembre 1915 dans le comté de Perthshire et mort le 4 novembre 1990, est un officier écossais de l'armée de terre britannique (British Army) pendant la Seconde Guerre mondiale, cofondateur du Special Air Service puis collaborateur du MI6.

## Jeunesse et éducation
Sa famille est originaire de Keir House (en), au centre de l'Écosse. Son père est un général de brigade de la Première Guerre mondiale et sa femme appartient au célèbre clan Lovat.
Après des études à Ampleforth College (en), dans le comté du Yorkshire en Angleterre, il intègre le Trinity College de l'université de Cambridge. Plus attiré par les distractions extra-universitaires et sportives que par les études, il est renvoyé au bout d'un an après avoir reçu pas moins de vingt-trois blâmes pour indiscipline.
Ancien cadet du peloton d'officiers d'Ampleforth College, il est nommé sous-lieutenant de réserve dans les Scots Guards le 24 juillet 1937. À l'été 1938, il part pour le Canada, qu'il traverse de l'Atlantique au Pacifique, vivant de petits travaux et s'entraînant à l'escalade sur les sommets qu'il trouve sur sa route.

## Seconde Guerre mondiale
Quand la guerre éclate, en septembre 1939, il s'entraîne pour conquérir l'Everest. Il intègre alors le Commando no 8 formé en juin 1940 en Angleterre par le lieutenant-colonel Robert Laycock. Il combat sur l'île de Rhodes en mai 1941 puis rejoint la Layforce en Afrique du Nord.
Après la dissolution de la Layforce en juin 1941, lieutenant à titre temporaire (avec rang de capitaine), il fonde avec Jock Lewes le détachement L (Brigade Special Air Service) en juillet 1941 en prélevant six officiers et soixante soldats de la Layforce.
Au camp de Kabrit, en Égypte, Stirling conduit l'entraînement intensif de ses recrues en août et septembre, sans l'assistance d'instructeurs, selon des méthodes nouvelles et originales. La première mission opérationnelle parachutée, effectuée le 4 octobre 1941, est pourtant un échec. Parachutés derrière les lignes ennemies par grand vent et sous une pluie battante, seuls vingt-deux hommes sur soixante rentrent à la base.
Stirling en conclut que la plupart des opérations commando doivent se faire, autant que possible, par des moyens terrestres et non aéroportés. De fait, les SAS vont désormais opérer de concert avec le Long Range Desert Group, unité créée en juillet 1940 par le commandant Ralph A. Bagnold (1896-1990, OBE-1941) et spécialisée dans les raids en profondeur derrière les lignes allemandes et italiennes. Les SAS (Britanniques et Français libres) vont désormais effectuer des raids éclairs et destructeurs, notamment sur les aérodromes allemands, au moyen de Jeeps équipées de mitrailleuses Vickers jumelées.
Le lieutenant David Stirling reçoit le Distinguished Service Order et fait l'objet d'une citation le 24 février 1942 puis est cité de nouveau le 30 juin 1942 dans le cadre des opérations au Moyen-Orient. Il est rapidement promu commandant - il est surnommé « le commandant fantôme » (the Phantom Major) - puis nommé lieutenant-colonel à titre temporaire, commandant le 1er Régiment SAS. Après avoir commandé personnellement plusieurs missions (notamment le raid sur l'aérodrome de Sidi Haneish en juillet 1942), il est capturé en janvier 1943 par les Allemands, au cours d'un raid en Tunisie. Après quatre tentatives d'évasion, il est emprisonné dans la forteresse de Colditz et n'est libéré qu'en 1945. Après sa capture en 1943, c'est son adjoint Paddy Mayne qui lui succède à la tête du SAS.
Lieutenant-colonel à titre temporaire, il est nommé officier de l'Empire britannique (OBE) le 14 novembre 1946 pour bravoure sur le champ de bataille.

## L'après-guerre
En mai 1948, le sous-lieutenant de réserve Stirling est nommé capitaine de réserve à compter du 27 juillet 1947 et se voit accorder le grade de lieutenant-colonel honoraire. En février 1952, il est nommé commandant de réserve à compter du 1er novembre 1947. Il prend sa retraite de la réserve le 15 novembre 1965 avec le grade de commandant.
Après la guerre, Stirling reste très lié aux services secrets britanniques et à la famille royale. Ainsi, il assure la fonction de « Goldstick », la personne désignée par la maison royale pour organiser le dispositif de sécurité à l'occasion du couronnement d'Élisabeth II, le 2 juin 1953.
Il participe en 1963, avec l'aide de Julian Amery, de Neil McLean et de David Smiley, à l'élaboration de l'opération d'assistance militaire aux tribus royalistes du Yémen soulevées contre le régime pro-égyptien qui a déposé leur monarque en septembre 1962.
Stirling recommande un ancien officier des SAS, le colonel « Jim » Johnson, qui laisse tomber son emploi à la Lloyd pour s’occuper du recrutement de volontaires chez les anciens du SAS.
Cette opération prend fin en 1967 et échoue du fait de la supériorité numérique égyptienne (50 000 hommes) et du retrait britannique du protectorat d'Aden.
Le maître d'œuvre sur le terrain est son ami le lieutenant-colonel « Johnny » Cooper (1922-2002), ancien officier du SAS, avec l'apport des mercenaires français du commandant Roger Faulques et de Bob Denard. La compagnie de télévision de Stirling, la Television International Enterprises (TIE), sert de couverture au MI6 pour l'emploi des SAS.
En 1966, Stirling fonde la compagnie Watchguard International Limited employant d'anciens SAS. Cette société de mercenaires est chargée de former et d'encadrer les forces spéciales gouvernementales et d'organiser des opérations contre les rebelles de pays du Proche-Orient, d'Afrique, d'Amérique latine et du Sud-Est asiatique. Elle travaille également pour le compte des services secrets britanniques. Elle intervient au Yémen du Sud en fournissant des SAS attachés aux forces royalistes.
En juillet 1970, Stirling commence à préparer avec le MI6 une opération militaire pour renverser le colonel Kadhafi qui a pris le pouvoir en Libye en septembre 1969. Les États-Unis d'Amérique s'opposent à ce projet, dont le secret est mal gardé, qui échoue en mars 1971.
Stirling quitte cette société au début des années soixante-dix et devient membre de la Better Britain Society, société de lobbying politique proposant des réformes constitutionnelles au Royaume-Uni. En 1983, il fonde l'entreprise Kilo Alpha Services (KAS), dirigée par un ancien commandant du 23e Régiment SAS, le lieutenant-colonel Ian Crooke DSO . La firme KAS est chargée officiellement de lutter contre le braconnage en Afrique du Sud, mais elle agit également pour les services secrets britanniques, aidant les Zoulous de l'Inkatha de Mangosuthu Buthelezi dans leur lutte contre l'ANC bantoue de Nelson Mandela.
Stirling est anobli (Knight Bachelor) le 30 décembre 1989 pour services rendus au domaine militaire, quelques mois avant sa mort.
Une statue de bronze, le représentant vêtu d'un duffle-coat et coiffé d'une casquette, a été élevée près de sa maison familiale de Keir House.

## Décorations
- Insigne de Chevalier (Knight Bachelor, appellation Sir, 1990)
- Distinguished Service Order (DSO-1942)
- Officier de l'Ordre de l'Empire britannique (OBE-1946)
- Deux citations (Mentioned in Despatch) en 1942
- Chevalier de la Légion d'honneur

## Héritage
David Stirling est interprété par Connor Swindells dans la série télévisée historique britannique diffusée par la BBC One à partir de 2022, Rogue Heroes.

### Sources
- (en) Cet article est partiellement ou en totalité issu de l’article de Wikipédia en anglais intitulé « David Stirling » (voir la liste des auteurs).
- (en) « Biographie avec photographies », sur un site consacré aux forces spéciales.
- (en) « Biographie et photographies de sa statue ».
- Henry Corta (1921-1998), Les bérets rouges, Amicale des anciens parachutistes SAS français, 1952.
- Jean Bourdier, Les commandos du désert, Presses de la Cité, 1977.La naissance du SAS et ses  opérations dans le Western Desert.
- Jean-Jacques Cécile, Histoire Secrète des SAS : L'élite Des Forces Spéciales Britanniques, Nouveau Monde Éditions, 2009.Il s'agit d'une mise à jour de son précédent ouvrage Les SAS. Commandos secrets de sa Majesté, Histoire et Collections, 1997. Les opérations du SAS depuis sa création.
- Roger Faligot, Les services spéciaux de sa Majesté, Messidor/ Temps Actuels, 1982.
- Colonel David Smiley, Au cœur de l'action clandestine. Des Commandos au MI6 [« Irregular Regular »], L'Esprit du Livre Éditions, 2008. (1re éd. 1994)Les mémoires d'un officier du SOE en Albanie et du SOE en Asie du Sud-Est, puis du MI6 (Albanie, Oman, Yémen) qui fit appel aux services du SAS et à David Stirling (Yémen).
- (en) Colonel David Smiley (en collaboration avec Peter Kemp), Arabian Assignment, Londres, Éditions Cooper, 1975.Les opérations du MI6 à Oman et au Yémen.
- (en) Stephen Dorril (en), MI6 : Inside the Covert World of Her Majesty's Secret Intelligence Service, New York, The Free Press, 2000. (ISBN 0-7432-0379-8)La référence sur le MI6. Toutes les opérations clandestines du service sont détaillées. Index en ligne. D. Stirling est cité à de nombreuses reprises.
- (en) « La London Gazette, le Journal Officiel britannique, pour les décorations, citations, promotions, nominations… ».